# بيوتر غوتمان
بيوتر غوتمان (بالبولندية: Piotr Gutman)‏ (مواليد 30 يونيو 1941) هو ملاكم بولندي، مثّل بلاده في الألعاب الأولمبية الصيفية 1964.

## روابط خارجية
بيوتر غوتمان على موقع أوليمبيديا (الإنجليزية)
- بيوتر غوتمان على موقع اللجنة الأولمبية البولندية (مؤرشف) (البولندية)